# Klaas Weide
Klaas Weide (Staphorst, 22 juli 1931 - Groningen, 21 mei 2005) was een Nederlands burgemeester.
Weide begon zijn bestuurlijke loopbaan als gemeenteraadslid (vanaf 1963) en wethouder (1970-1976) in Leeuwarden. Hij werd in 1976 burgemeester van Marum. In 1981 verliet hij Marum voor het burgemeestersambt van Haren. Hij was daarnaast onder meer enige tijd voorzitter van FC Groningen. Weide was actief binnen de VVD en huisvriend van Hans Wiegel.
Na zijn pensionering als burgemeester in 1996 woonde hij met zijn vrouw in Groningen. In mei 2005 werd hij met hartklachten opgenomen in het ziekenhuis en overleed twee dagen later.  Weide was Officier in de Orde van Oranje-Nassau.